# Club Baloncesto Peñas Huesca
Il Club Baloncesto Peñas Huesca è una società cestistica avente sede a Huesca, in Spagna. Fondata nel 1977, gioca nel campionato spagnolo.
Disputa le partite interne nel Palacio Municipal de Deportes, che ha una capacità di 5.500 spettatori.

## Cestisti
- Daniel Bordignon 2015-2016